# 鹿児島県の資格者配置路線
鹿児島県の資格者配置路線（かごしまけんのしかくしゃはいちろせん）とは、交通誘導警備業務に関し、道路又は交通の状況により、鹿児島県公安委員会が道路における危険を防止するため必要と認める路線である。
当該路線で交通誘導警備業務を実施するにあたっては、交通誘導警備業務を実施する場所ごとに、交通誘導警備業務1級検定又は2級検定の合格証明書の交付を受けた警備員を1名以上配置しなければならない。

## 告示・施行
- 2006年11月28日：告示  鹿児島県公安委員会告示第112号
- 2007年6月1日：施行

## 路線一覧
|    | 路線名                         | 区間           |
| -- | ------------------------------ | -------------- |
| 1  | 国道3号                        | 鹿児島県の全域 |
| 2  | 国道10号                       | 鹿児島県の全域 |
| 3  | 国道58号                       | 鹿児島県の全域 |
| 4  | 国道220号                      | 鹿児島県の全域 |
| 5  | 国道223号                      | 鹿児島県の全域 |
| 6  | 国道225号                      | 全域           |
| 7  | 国道226号                      | 全域           |
| 8  | 国道267号                      | 鹿児島県の全域 |
| 9  | 国道268号                      | 鹿児島県の全域 |
| 10 | 国道269号                      | 鹿児島県の全域 |
| 11 | 国道270号                      | 全域           |
| 12 | 国道328号                      | 全域           |
| 13 | 国道504号                      | 全域           |
| 14 | 県道鹿児島吉田線               | 全域           |
| 15 | 県道指宿鹿児島インター線       | 全域           |
| 16 | 県道鹿児島加世田線             | 全域           |
| 17 | 県道鹿児島東市来線             | 全域           |
| 18 | 県道鹿児島蒲生線               | 全域           |
| 19 | 県道川内加治木線               | 全域           |
| 20 | 県道栗野加治木線               | 全域           |
| 21 | 県道国分霧島線                 | 全域           |
| 22 | 県道鹿屋吾平佐多線             | 全域           |
| 23 | 県道郡元鹿児島港線             | 全域           |
| 24 | 県道玉取迫鹿児島港線           | 全域           |
| 25 | 臨港道路鹿児島港谷山二区中央線 | 全域           |